# 8235 Fragonard
8235 Fragonard è un asteroide della fascia principale. Scoperto nel 1960, presenta un'orbita caratterizzata da un semiasse maggiore pari a 2,3890010 au e da un'eccentricità di 0,1191129, inclinata di 2,91289° rispetto all'eclittica.
Appartiene alla famiglia di asteroidi Clarissa. 
L'asteroide è dedicato al pittore francese Jean-Honoré Fragonard.